# Ix (Cerdanya)
Ix (['iʃ], oficialment en francès Hix) és un poble de la comuna de la Guingueta d'Ix, a l'Alta Cerdanya, de la Catalunya del Nord. Fins al 1815 fou el cap d'aquest municipi.

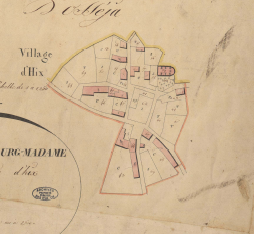
Ix en el Cadastre Napoleònic del 1812 (Arxius Departamentals dels Pirineus Orientals)

Està situat a poca distància del poble actual de la Guingueta d'Ix. La carretera N - 116 (Perpinyà - la Guingueta d'Ix) parteix el poble pel bell mig.
Ix s'agrupa al voltant de l'església de Sant Martí d'Ix, situada al nord-est del nucli, que és bastant agrupat, tot i que no forma un recinte clos. Actualment, és principalment conegut pel festival de música clàssica que s'hi celebra durant l'estiu.

## Etimologia
Joan Coromines explica Ix en el seu Onomasticon Cataloniæ com un dels nombrosos topònims d'origen iberobasc presents a la zona pirinenca. Procedeix del terme èuscar etxe (``casa``).

## Història
L'església parroquial de Sant Martí d'Ix està documentada des de l'any 1063, però ja des del 1061 es tenia constància de l'existència d'un palau dels comtes de Cerdanya en els terrenys d'Ix. De fet, els comtes hi fixaren la seva residència d'estiu i en nombroses ocasions hi traslladaren la seu del comtat. A l'edat mitjana tardana cedí protagonisme en favor de Llívia i Puigcerdà. Després del Tractat dels Pirineus, es convertí en una localitat fronterera i això propicià la proliferació de guinguetes (tavernes o hostalets) al costat de la frontera, que creixeren gràcies al comerç transfronterer i al contraban fins a formar un barri que fou el germen d'un poble nou. El 1815 aquest barri de les Guinguetes d'Ix ja devia ser més gran que la població original; fou aleshores quan Lluís Antoni de França donà el nom de Madame a aquest nucli, que passà a ser cap de la comuna.